# バサースト伯爵
バサースト伯爵（Earl Bathurst）は、グレートブリテン貴族の伯爵位。トーリー党の政治家の初代バサースト男爵アレン・バサーストが1772年に叙されたのに始まる。

## 歴史

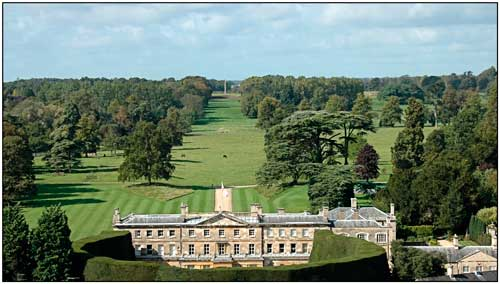
伯爵家の邸宅であるサイレンセスター・パーク

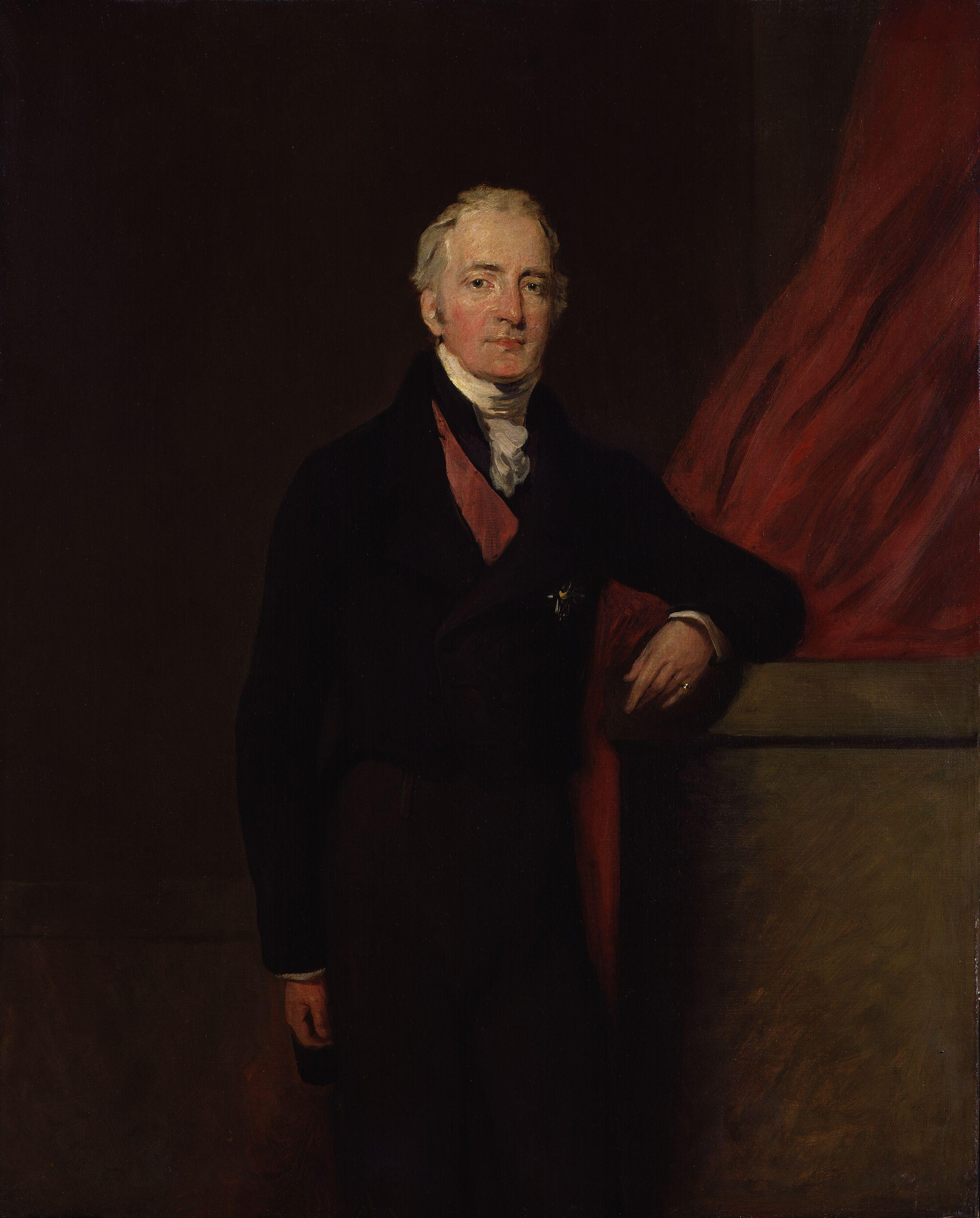
第3代バサースト伯爵ヘンリー・バサースト

バサースト家はノルマン・コンクエスト以前からサセックスで暮らす旧家であるといわれる。1695年に富裕な政治家だったベンジャミン・バサーストは、息子アレン・バサーストのためにサイレンセスターに当時オークリー・グローブ(Oakley Grove)と呼ばれていた荘園を購入した。
後に初代バサースト伯爵となるこのアレンは父の購入したこの荘園を相続し、カントリー・ハウスサイレンセスター・パークを建設した。アレンは1705年にサイレンセスター選挙区から選出されてトーリー党所属の庶民院議員となり、1712年1月1日にはグレートブリテン貴族爵位ベッドフォード州におけるバトレスデンのバサースト男爵(Baron Bathurst, of Battlesden in the County of Bedford)に叙されて貴族院議員に転じた。熱心なトーリーとしてウォルポール政権への強硬な反対者だった。ウォルポール辞任後の1742年に枢密顧問官に列するとともに儀仗衛士隊隊長に就任し、1744年まで務めた。そして晩年の1772年8月27日にグレートブリテン貴族爵位サセックス州におけるバサーストのバサースト伯爵(Earl Bathurst, of Bathurst in the County of Sussex)に叙された。
その息子で2代伯を継承するヘンリー・バサーストは、襲爵前にサイレンセスター選挙区選出のトーリー党所属の庶民院議員を務めるとともに、皇太子フレデリック・ルイスや皇太子妃オーガスタ・オブ・サクス＝ゴータの法務総裁(Attorney-General to the Prince of Wales and to the Dowager Princess of Wales)、民訴裁判所裁判官(Justice of the Common Pleas)を歴任し、1771年1月24日に大法官就任とともにグレートブリテン貴族爵位サセックス州におけるアプスリーのアプスリー男爵(Baron Apsley, of Apsley in the County of Sussex)に叙せられた。そして1775年に父の死とともに第2代バサースト伯爵を継承した。その後1779年から1782年にかけては枢密院議長を務めている。
その息子で3代伯を継承したヘンリー・バサーストは、トーリー党の政治家として歴代当主の中でも特に出世し、小ピットからウェリントン公までの歴代のトーリー党政権で商務庁長官(在職1804年-1806年)、外務大臣(在職1809年)、陸軍・植民地大臣(在職1812年-1827年)、枢密院議長(在職1828年-1830年)などの重要閣僚職を歴任した。長きにわたり植民地を所管したため、オーストラリアのニューサウスウェールズ州にあるバサースト郡およびバサースト市とノーザンテリトリー（北部準州）にあるバサースト島、カナダのニューブランズウィック州にあるバサースト市とヌナブト準州にあるバサースト島、ガンビアの首都バンジュールの旧名バサーストなど、彼の名前を付けられた地名は世界中に数多い。
彼の死後も彼の男系男子によって継承が続いている。2019年現在の当主は第9代バサースト伯爵アレン・バサーストである。本邸は現在でもサイレンセスター・パークである。

## 現当主の保有爵位
現当主アレン・バサーストは以下の爵位を保有している。
- サセックス州におけるバサーストの第9代バサースト伯爵 (9th Earl Bathurst, of Bathurst in the County of Sussex)
(1772年8月27日の勅許状のグレートブリテン貴族爵位)
- ベッドフォード州におけるバトレスデンの第9代バサースト男爵 (9th Baron Bathurst, of Battlesden in the County of Bedford)
(1712年1月1日の勅許状によるグレートブリテン貴族爵位)
- サセックス州におけるアプスリーの第8代アプスリー男爵 (8th Baron Apsley, of Apsley in the County of Sussex)
(1771年1月24日の勅許状によるグレートブリテン貴族爵位)

## 歴代当主

### バサースト男爵 (1712年-現在)
- 初代バサースト男爵アレン・バサースト (Allen Bathurst, 1684–1775)
  - 1772年にバサースト伯爵に叙される

### バサースト伯爵 (1772年–現在)
- 初代バサースト伯アレン・バサースト (Allen Bathurst, 1684–1775)
- 2代バサースト伯ヘンリー・バサースト (Henry Bathurst, 1714–1794) 先代の息子
- 3代バサースト伯ヘンリー・バサースト (Henry Bathurst,1762–1834) 先代の息子
- 4代バサースト伯ヘンリー・ジョージ・バサースト（英語版） (Henry George Bathurst, 1790–1866) 先代の息子
- 5代バサースト伯ウィリアム・レノックス・バサースト（英語版） (William Lennox Bathurst, 1791–1878) 先代の弟
- 6代バサースト伯アレン・アレグザンダー・バサースト（英語版） (Allen Alexander Bathurst, 1832–1892) 先代の甥
- 7代バサースト伯シーモア・ヘンリー・バサースト（英語版） (Seymour Henry Bathurst, 1864–1943) 先代の息子
- 8代バサースト伯ヘンリー・アレン・ジョン・バサースト（英語版） (Henry Allen John Bathurst, 1927–2011) 先代の孫
- 9代バサースト伯アレン・クリストファー・ベートラム・バサースト（英語版） (Allen Christopher Bertram Bathurst, 1961-) 先代の息子
  - 法定推定相続人は現当主の息子アプスリー卿ベンジャミン・ジョージ・ヘンリー・バサースト(Benjamin George Henry Bathurst,  Lord Apsley,1990-)